# H-P晶格模型
H-P晶格模型(疏水极性蛋白质折叠模型)是一种高度简化的模型，用于估计三维空间中的蛋白质折叠后的能量高低。该模型认为氨基酸残基之间的疏水相互作用是蛋白质天然折叠的驱动力。 氨基酸可被分为疏水氨基酸(H) 或极性氨基酸(P)，蛋白质序列的折叠被定义为 2D 或 3D晶格中的自避行走。 HP 模型通过为相邻的非共价结合的 H 残基之间的相互作用分配权重来模拟疏水效应, 并假设处于其天然状态的蛋白质具有最小的能量。

随机搜索算法通常用于解决 HP 折叠问题。包括进化算法，如蒙特卡罗方法、遗传算法和蚁群优化。虽然没有任何方法能够准确计算实验确定的长蛋白质序列的最低能量状态，但目前最先进的方法能够尽可能地接近这个状态。  对于某些模型变体或者晶格，可以使用约束编程技术 如CPSP 工具网络服务器 （页面存档备份，存于）计算其最佳结构,其远离为使模型具有的 H-H (疏水-疏水)接触数量最大化,从而获得较低的总体哦能量。 即使 HP 模型抽象掉了蛋白质折叠的许多细节，它在 2D 和 3D 方格上仍然是一个NP-hard问题。 最近开发的一种名为 FRESS 的蒙特卡罗方法似乎在 HP 模型上表现良好。 